# Sint-Martinuskerk (Velzeke)
De Sint-Martinuskerk van Velzeke (Zottegem) is een kerkgebouw, toegewijd aan Martinus van Tours. De parochie behoort tot het Bisdom Gent.

## Bouwgeschiedenis
Deze belangrijke kerk kent een complexe geschiedenis. Haar oorsprong gaat terug tot de Karolingische tijd (vóór het jaar 1000) en was dus pre-romaans; het is daardoor een van de oudste bewaarde kerken van Vlaanderen . Het patronaatsrecht was in 963 in het bezit van de benedictijnen van de intussen verdwenen abdij van Saint-Vanne van Verdun, en in 1065 van de abdij van Hasnon, dicht bij Valenciennes, hoogstwaarschijnlijk door toedoen van Boudewijn VI van Vlaanderen. Andere bronnen vermelden de kerk op het einde van de 10e eeuw in het bezit van Godfried van Verdun die markgraaf was van het markgraafschap Ename. Rond 965 werd een stenen kerk (en vermoedelijk ook een paleisgebouw) opgetrokken. Het lange priesterkoor doet vermoeden dat vlakbij kanunniken woonden die de eredienst en de administratie verzorgden .
De Ottoonse kerk uit circa 950 werd later geïntegreerd in de middeleeuwse constructie . In de 11e eeuw stond hier een romaanse zaalkerk waarvan het priesterkoor recht was en dat in de 12e eeuw uitgebreid werd met een halfronde apsis. Een verbouwing in de 13e eeuw behield het romaans koor en richtte in de 13e eeuw een gotische toren aan de westzijde op, een dwarsbeuk van twee traveeën die in de 15e eeuw werd afgebroken. Na een brand in 1728 werd de kerk hersteld. De sacristie aan de zuidzijde uit 1606 werd totaal verbouwd in 1774. In 1798-1799 (Franse Tijd in België) werden als represaille voor de Boerenkrijg de kerkklokken verwijderd en verbrijzeld .  Aan het begin van de 17e eeuw werd het schip en de zijbeuken onder één dak gebracht. De toren vertoont aan de oostzijde nog de sporen van de oude dakhelling. In het begin van de 19e eeuw verlaagde men de zijbeuken en de vensters ervan en werd het interieur aangepast. In 1937 werden dak en toren hersteld en werd naast de toegang een Sint-Martinus ingemetseld met de namen van de gesneuvelden uit de Eerste Wereldoorlog.
Bij grondig onderzoek van het koor werden Ottoonse fresco's teruggevonden, waaronder bloemenmotieven. In 2000 werd het interieur gerenoveerd. Sinds 2024 worden het dak en de kerktoren gerestaureerd. 
De kerk is een etappe van de Francia Media Heritage Route.

## Afbeeldingen

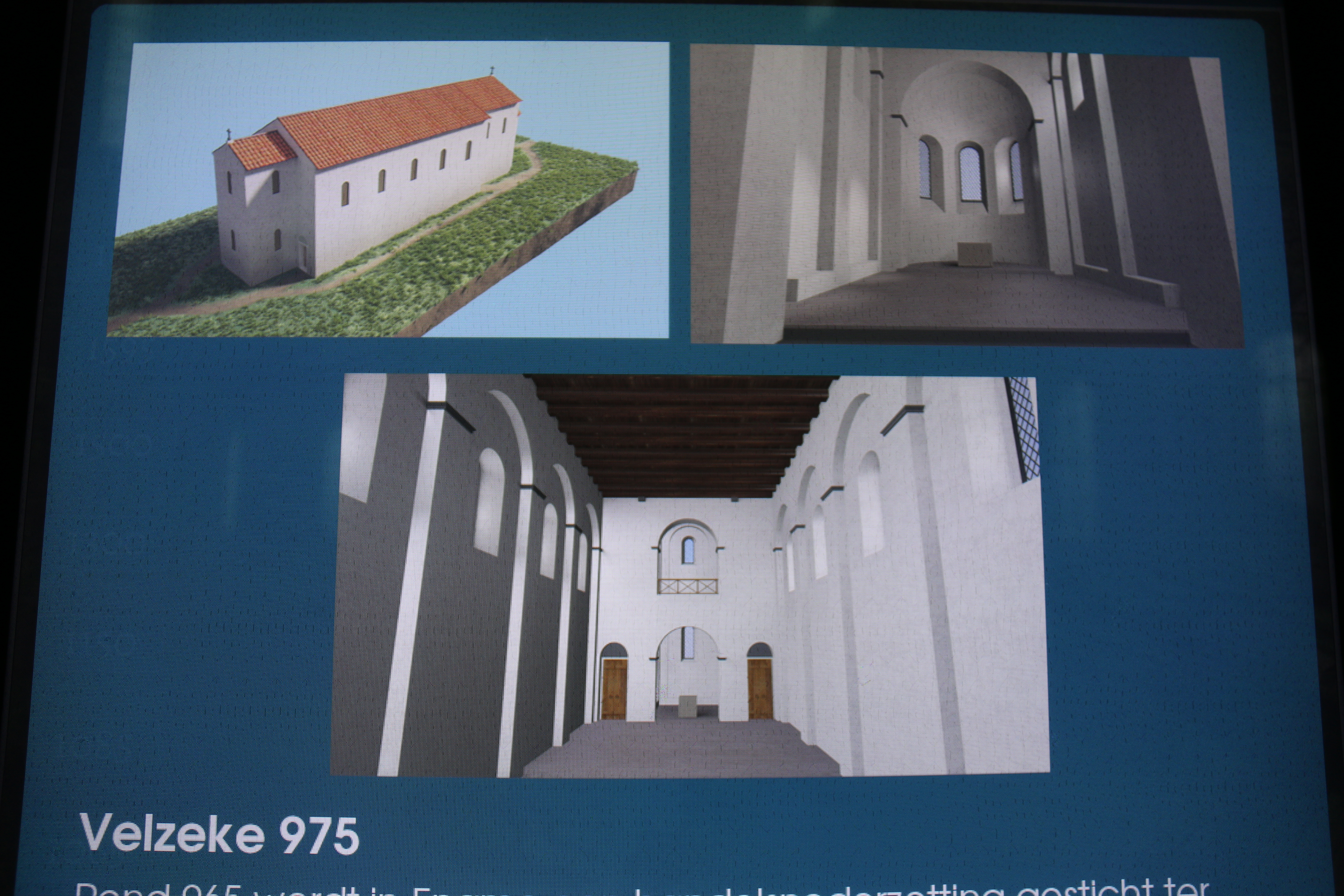
Reconstructie kerk in 975
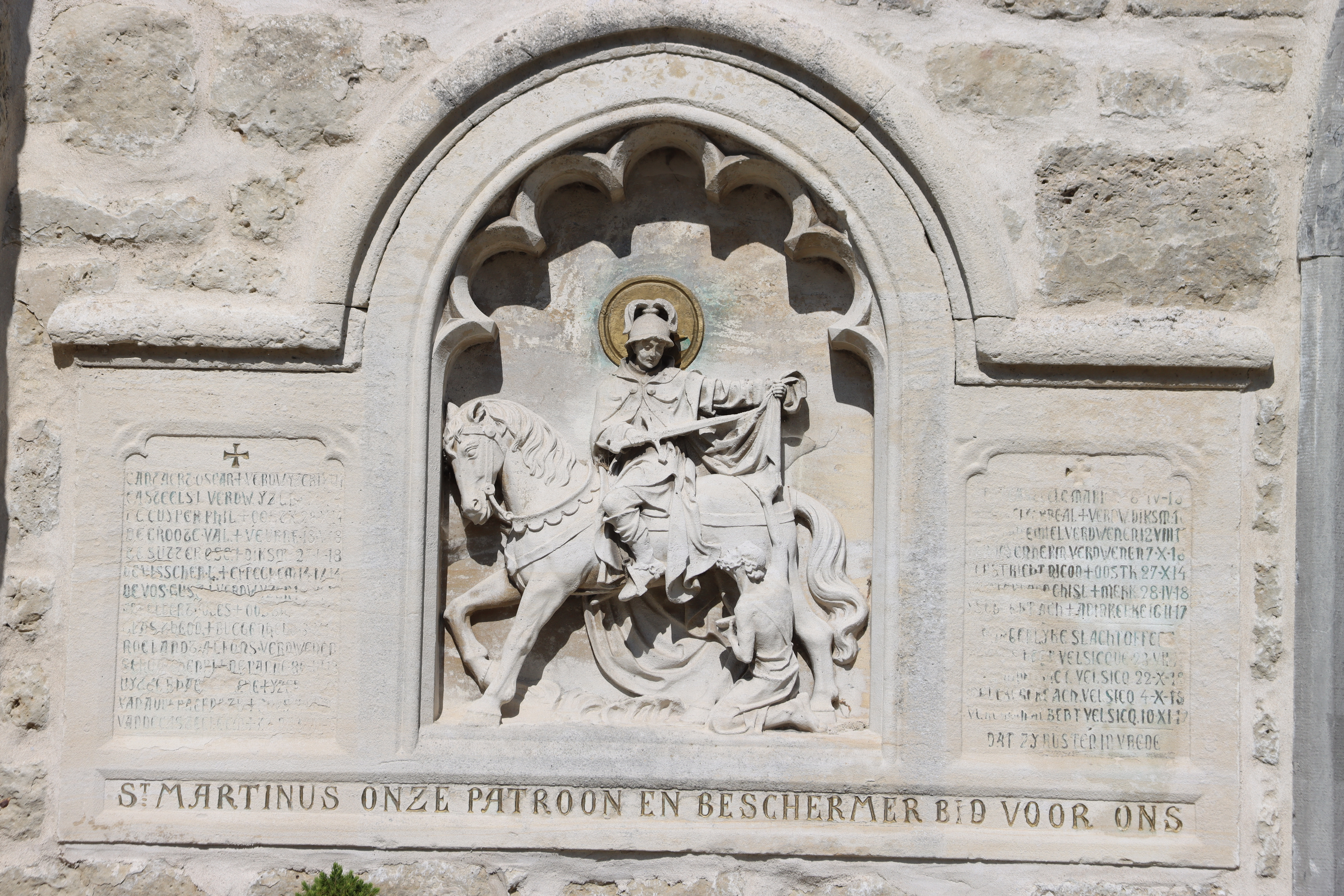
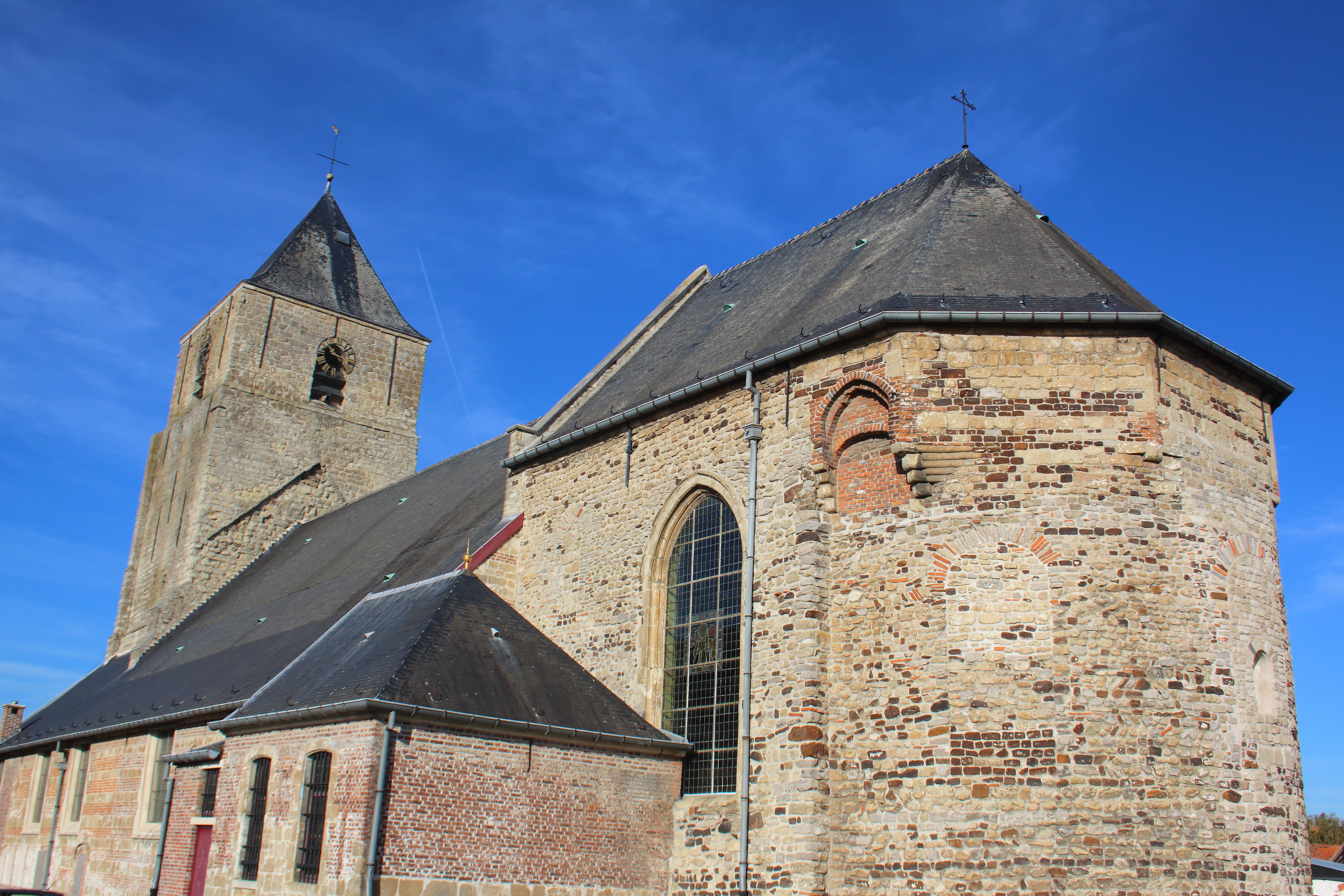
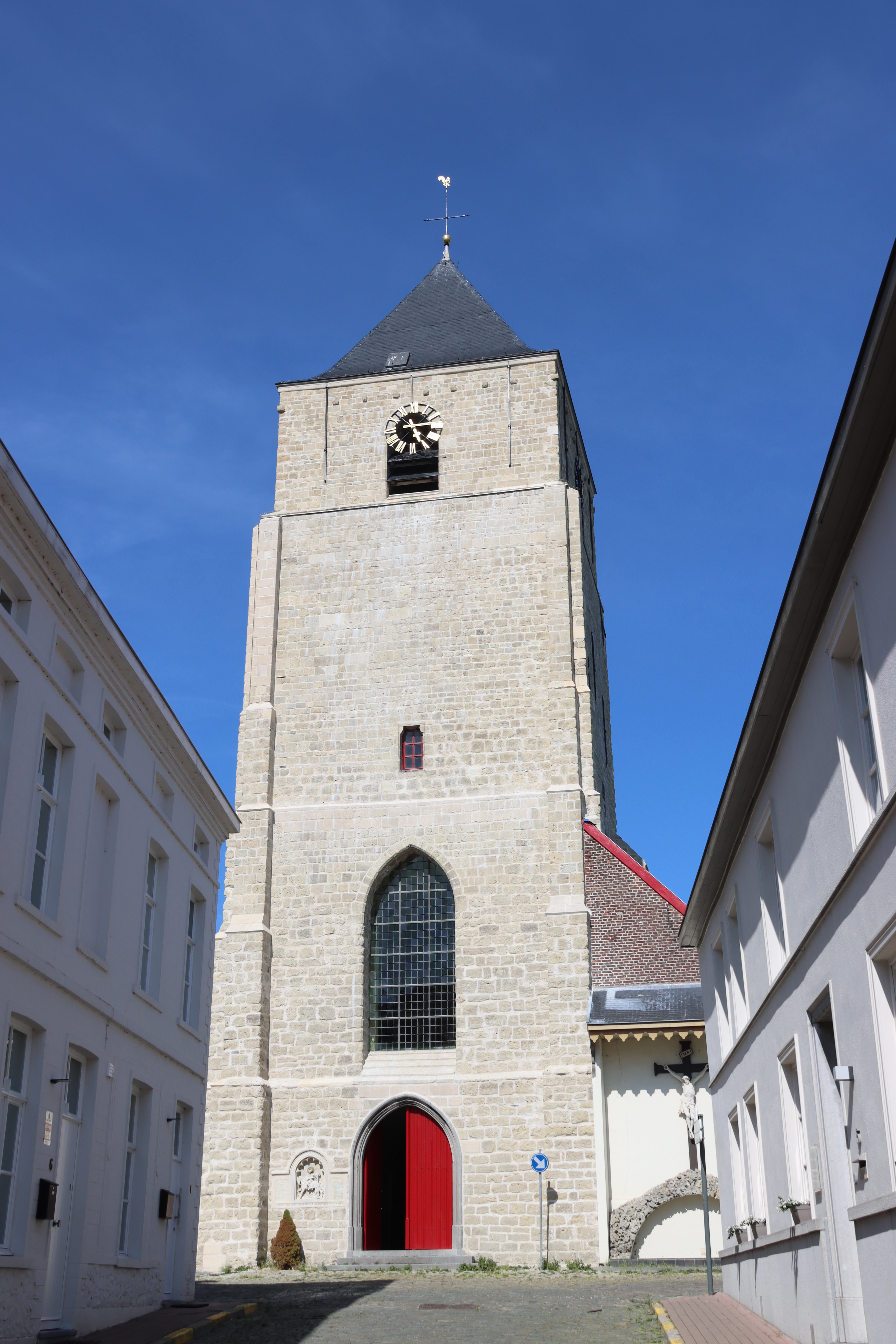
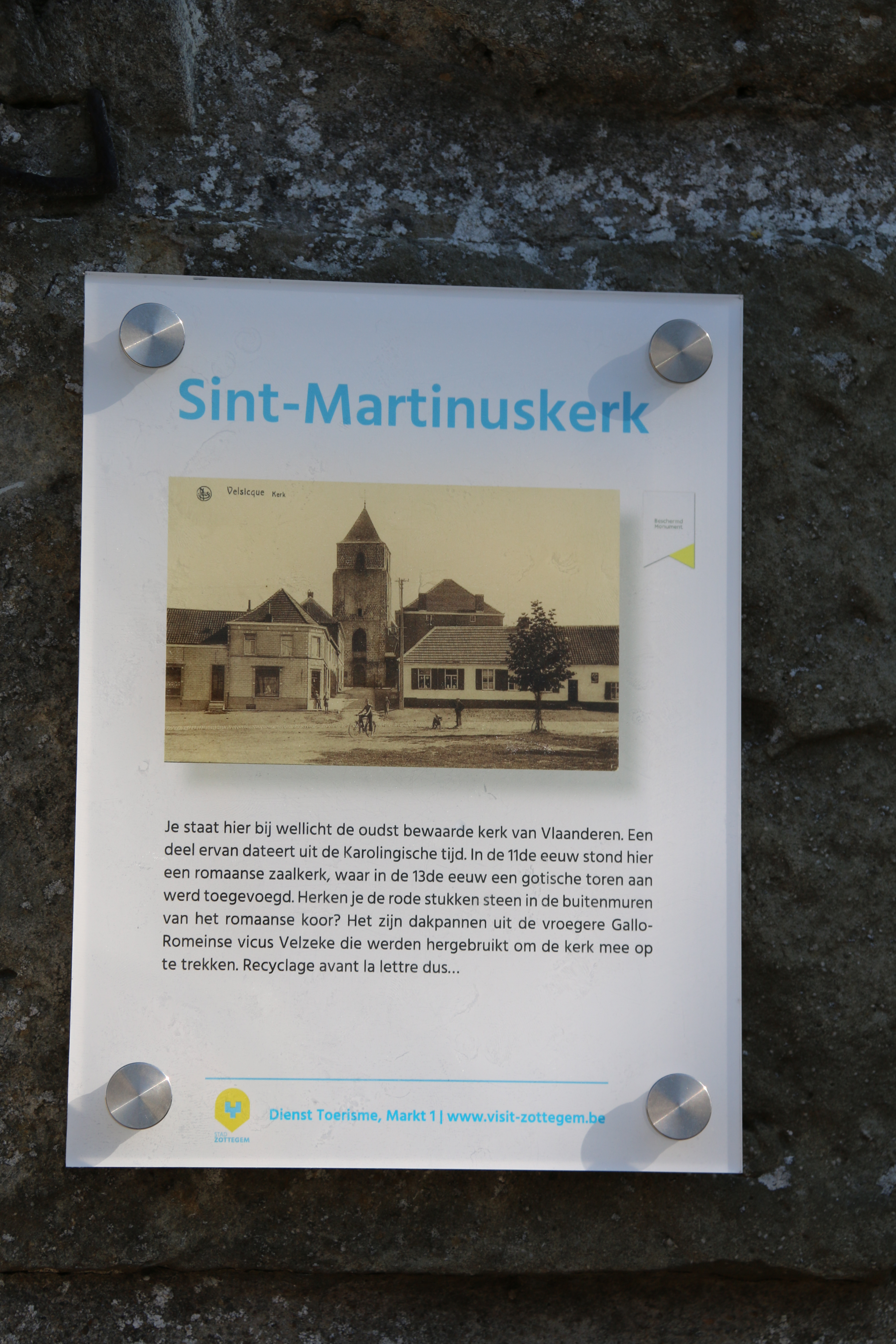